# Людаев, Роберт Захарович
Роберт Захарович Людаев (1928—1994) — советский физик, лауреат Ленинской премии (1973).

## Биография
Родился 19 июня 1928 года в с. Красное Краснинского района Липецкой области в семье партийного работника Захара Тимофеевича Людаева. Окончил среднюю школу в селе Свищевка и поступил на физико-математический факультет Саратовского университета.
В октябре 1949 года в составе группы отличников переведён на отделение ядерной физики физико-математического факультета Харьковского университета.
В декабре 1951 года получил диплом и был направлен на работу в Арзамас-16 (ныне г. Саров Нижегородской области) в КБ-11 Первого главного управления (сейчас Российский федеральный ядерный центр — Всероссийский НИИ экспериментальной физики (ВНИИЭФ). В 1952 году реализовал в эксперименте предложенный А. Д. Сахаровым способ магнитной кумуляции энергии (преобразование энергии взрывчатых веществ в энергию электромагнитного поля).
В 1960 году защитил кандидатскую диссертацию. Осуществил уникальный опыт, в котором зафиксировано рекордное магнитное поле в двадцать пять миллионов эрстед. После этого промышленность освоила выпуск трех типов магнитокумулятивных генераторов — импульсных источников электрической энергии, преобразующих энергию взрывчатого вещества. По результатам работ была присуждена Ленинская премия (1973), он был награждён орденом Трудового Красного Знамени (1971).
Автор книги «Элементарная теория магнитной кумуляции», докладов на русском и иностранных языках (английском и немецком), около 30 изобретений.
Умер 19 июня 1994 года.
Жена - Валентина Ефимовна. Дочь - Наталья Робертовна Казакова

## Сочинения
- Магнитная кумуляция / А. Д. Сахаров, Р. З. Людаев, Е. Н. Смирнов, Ю. Н. Плющев, А. И. Павловский, В. К. Чернышев, Е. А. Феоктистова, Е. И. Жаринов, Ю. А. Зысин // Доклады АН СССР. — 1965. — 165 (1). — С. 65-68.
- Элементарная теория магнитной кумуляции / Р. З. Людаев // Мегагауссная и мегаамперная импульсная технология и применения: тр. седьмой междунар. конф. по генерации мегагауссных магнитных полей и родственным экспериментам. — Саров: Всерос. науч.-исслед. ин-т эксперим. физики, 1997. — Т. 1. — C. 86-114.
- Магнитная кумуляция / А. И. Павловский, Р. З. Людаев // Вопросы современной экспериментальной и теоретической физики: сб. науч. тр. — Л. : Наука, 1984. — С. 206—270.